# Intelsat 7
Intelsat 7 (ang. International Telecommunications Satellite) – satelita telekomunikacyjny należący do operatora Intelsat. Pierwotnie nazywał się PanAmSat 7 (PAS-7) i należał do operatora PanAmSat, który w 2006 roku został przejęty przez Intelsat. Obecną nazwę otrzymał 1 lutego 2007.
Satelita został wyniesiony na orbitę 16 września 1998. Znajduje się na orbicie geostacjonarnej (nad równikiem), na pozycji 68,6 stopnia długości geograficznej wschodniej (na zbliżonej pozycji znajduje się również Intelsat 10). Nadawał sygnały stacji telewizyjnych, radiowych, przekazy telewizyjne oraz dane (dostęp do Internetu) do odbiorców w Europie, Afryce oraz Azji. Obecnie (stan na listopad 2013) nie nadaje już żadnych programów.